# Post-acuut infectiesyndroom
Het post-acuut infectiesyndroom (PAIS), post-acuut infectieus syndroom of post-infectieus syndroom is een verzamelterm voor een aantal ziektebeelden met langdurige klachten die optreden na een acute infectie in het verleden. Deze manifesteren zich na de genezing van de eigenlijke infectie, maar niet noodzakelijk direct aansluitend: er kan geruime tijd overheen gaan voor het nieuwe ziektebeeld optreedt. De ziektebeelden lijken onderling meer op elkaar dan op het ziektebeeld van de oorspronkelijke infectie. Voorbeelden van PAIS zijn onder meer post-COVID (post-acute sequelae van COVID-19, PASC), myalgische encefalomyelitis/chronischevermoeidheidssyndroom (ME/CVS) en Q-koortsvermoeidheidssyndroom. De pathologie van de meeste van deze ziektebeelden is niet duidelijk en de behandeling is over het algemeen symptoom-gericht.
Symptomen kunnen sterk verschillen van PAIS-patiënt tot PAIS-patiënt: vaak voorkomende symptomen zijn post-exertionele malaise (PEM), ernstige vermoeidheid, neurocognitieve symptomen, griepachtige symptomen en pijn. 
In Nederland worden de belangen van PAIS-patiënten behartigd door de Patiëntenalliantie PAIS, een samenwerkingsverband van patiëntenorganisaties PostCovid NL, ME/CVS Nederland, stichting Q-uestion en de Lymevereniging, met hulp van het Longfonds.

## Symptomen

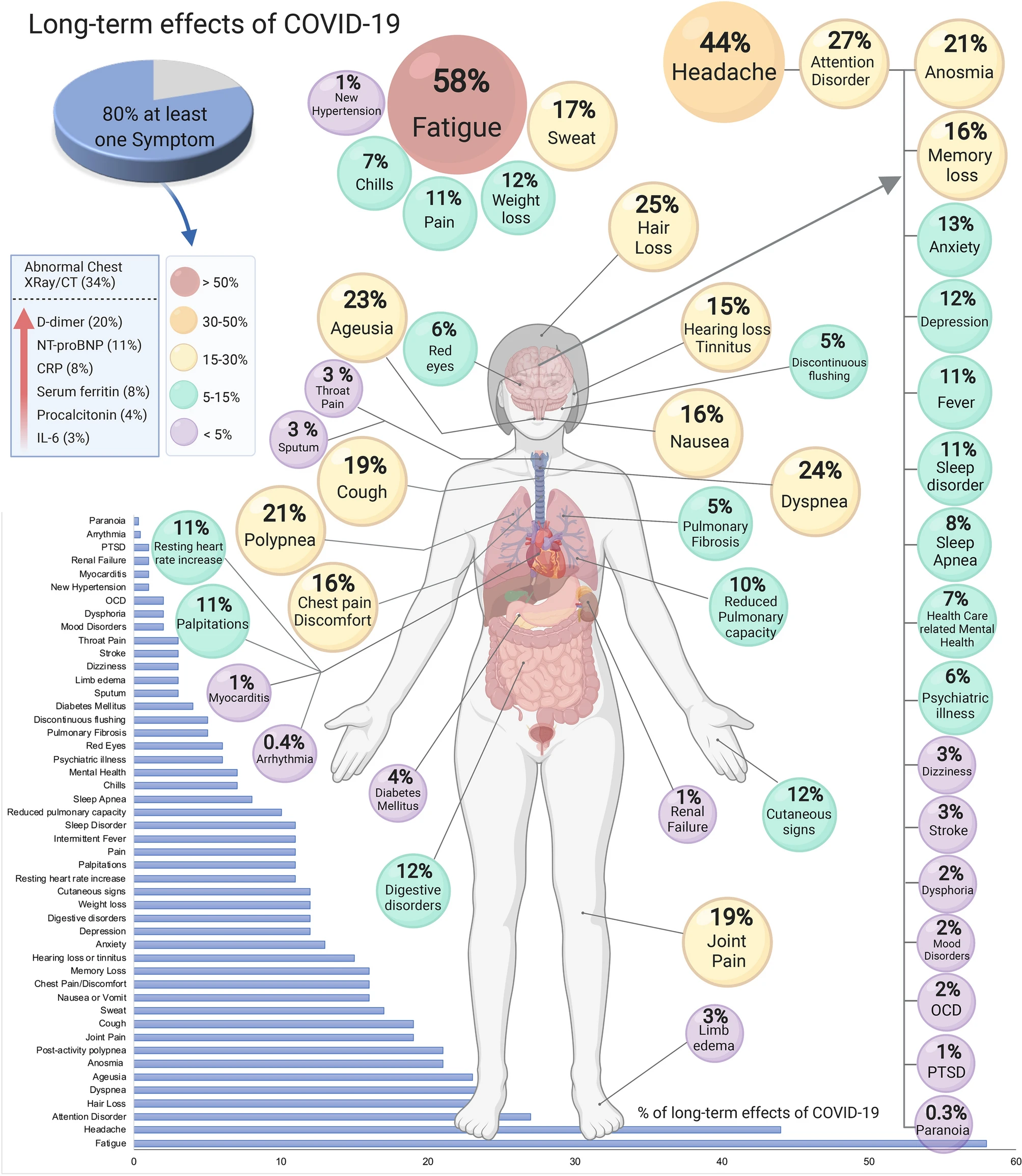
Staafgrafiek met symptomen van post-COVID

De meeste symptomen van PAIS zijn aspecifiek en staan grotendeels los van de specifieke verwekker van de voorafgaande infectie. Symptomen die bij veel typen PAIS voorkomen, zijn onder meer post-exertionele malaise, ernstige vermoeidheid, neurocognitieve en sensorische symptomen, griepachtige symptomen, slaapstoornissen, spierpijn en gewrichtspijn. De symptomen variëren vaak tussen patiënten. Sommige PAIS-symptomen zijn specifieker. Oogproblemen komen bijvoorbeeld vaak voor bij het post-Ebolavirussyndroom, en spierzwakte wordt gezien bij het postpoliosyndroom en postwestnijlkoortssyndroom.
De symptomen kunnen ernstig en invaliderend zijn, wat kan leiden tot een verminderde levenskwaliteit of zelfs arbeidsongeschiktheid. De symptomen beginnen niet altijd meteen na de infectie – in het geval van postpoliosyndroom beginnen ze vaak pas na tientallen jaren – en de ernst ervan kan in de loop van de tijd fluctueren.

## Ziekteverwekkers

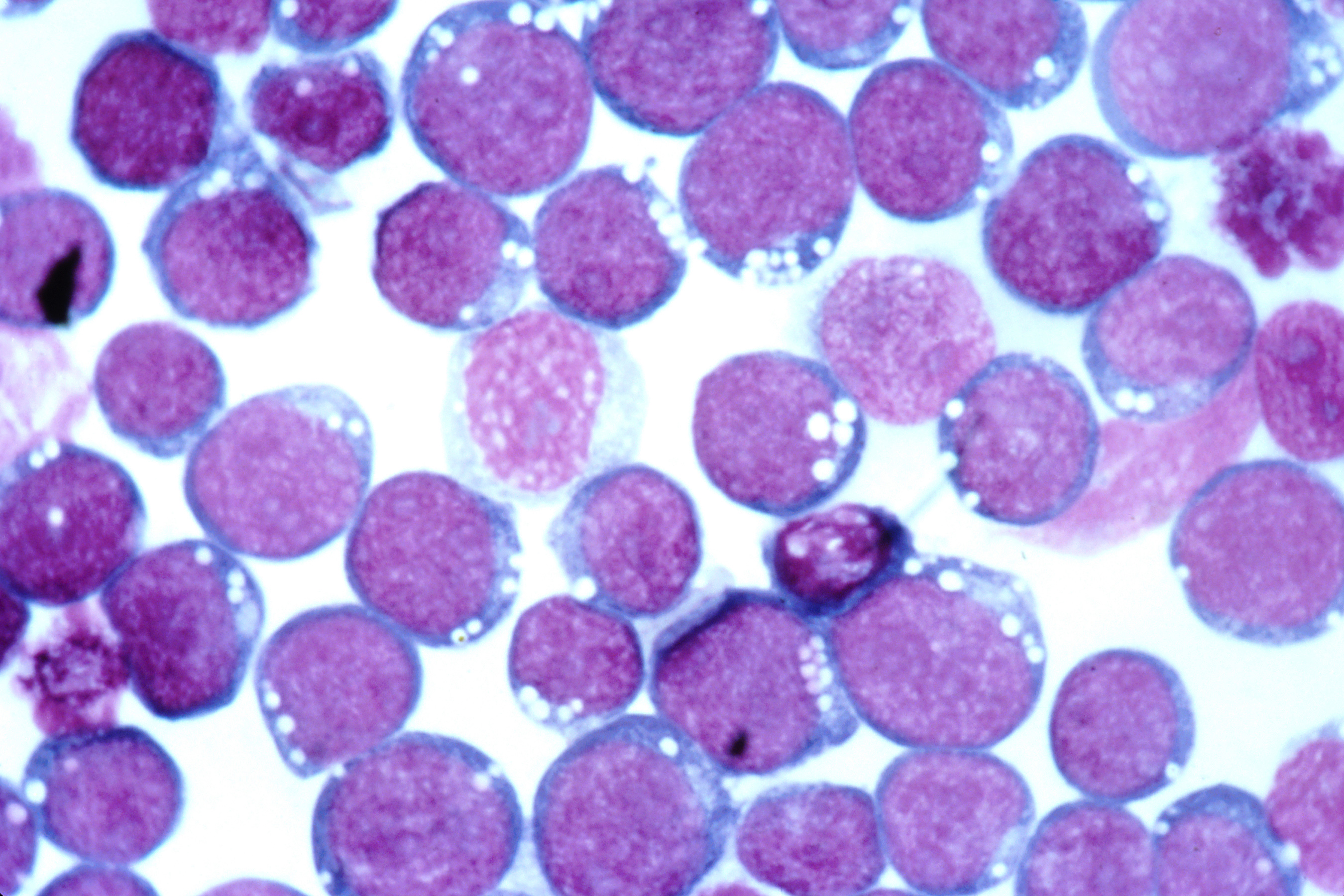
Cellen geïnfecteerd met het Epstein-Barr-virus, een van de virussen die betrokken zijn bij PAIS's

Ziekteverwekkers die in de medisch-wetenschappelijke literatuur in verband zijn gebracht met PAIS zijn onder meer SARS-CoV-2 (de verwekker van COVID-19), SARS-CoV-1 (de verwekker van SARS), ebolavirus, denguevirus, poliovirus, Chikungunya-virus, epstein-barrvirus (EBV), westnijlvirus, Ross River-virus, Coxsackie B-virus, H1N1-griepvirus, varicella-zostervirus (VZV), Coxiella burnetii, Borrelia en Giardia.
De pathofysiologie van de meeste PAIS-en is niet duidelijk, maar de overlap in symptomen ondanks uiteenlopende ziekteverwekkers impliceert een mogelijke gemeenschappelijke pathologie. Bij de meeste PAIS-en is geen chronische infectie aan te tonen.

## Ontstaansmechanisme
De gemeenschappelijke symptomen van ziekten kunnen wijzen op een gemeenschappelijke pathofysiologie. Belangrijke hypothesen zijn onder meer: persistentie van de oorspronkelijke ziekteverwekker of overblijfselen ervan, auto-immuniteit, chronische ontstekingsreactie, reactivering van andere latente infecties, microbioomdysbiose of schade aan organen, waaronder mogelijk de longen, hersenen, nieren, het hart of de bloedvaten.

## Diagnose

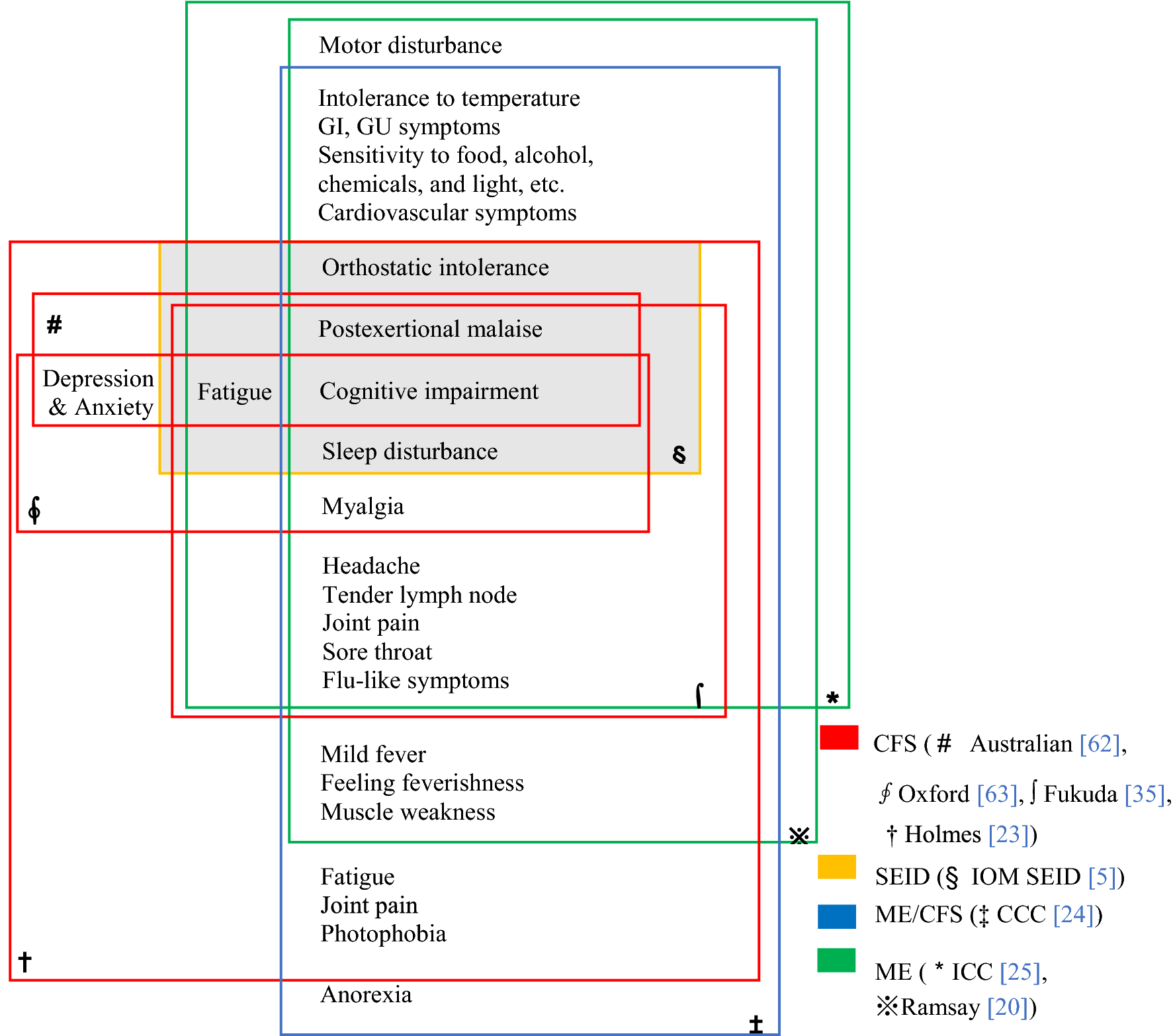
ME/CVS kent veel concurrerende definities.

Bij gebrek aan diagnostische tests voor de meeste PAIS-en wordt de diagnose doorgaans gebaseerd op de voorgeschiedenis en de symptomen van de patiënt, en op het elimineren van andere mogelijke oorzaken. Beschikbare tests kunnen de symptomen van patiënten vaak niet verklaren, maar dit betekent niet dat ze niet reëel zijn. De complexiteit van het diagnosticeren van PAIS-en kan leiden tot lange vertragingen bij de diagnose.
De diagnostische criteria variëren per ziekte en zijn soms het onderwerp geweest van intense discussies. Er zijn bijvoorbeeld verschillende definities van ME/CVS in gebruik.

### Classificatie
PAIS is een brede term die verschillende post-infectieuze aandoeningen beschrijft, waaronder post-COVID, post-sepsissyndroom (PSS), ME/CVS, post-ebolavirussyndroom, post-dengue-vermoeidheidssyndroom, postpoliosyndroom, post-SARS-syndroom, post- chikungunya-ziekte, Q-koortsvermoeidheidssyndroom, post-treatment Lyme disease syndrome (PTLDS). 
Andere bekende langetermijngevolgen van infecties zijn onder meer het multisysteemontstekingssyndroom bij kinderen (MIS-C) en subacute scleroserende panencefalitis (een gevolg van mazelen dat jaren kan duren).

## Behandeling
Behandelopties voor de meeste PAIS-en zijn beperkt en in het algemeen ligt de nadruk op symptoombestrijding. De behandelstrategieën voor ME/CVS kunnen ook patiënten met andere PAIS-en ten goede komen.

## Prognose
Sommige mensen met PAIS herstellen binnen een periode van weken tot jaren, terwijl anderen hun hele leven ziek blijven. Veel onderzoeken hebben laten zien dat de symptomen minstens enkele jaren kunnen aanhouden en bij afronding van het onderzoek nog steeds aanwezig waren. Langer durende onderzoeken naar PTLDS lieten hebben laten zien dat de symptomen tot wel 27 jaar konden aanhouden. In het geval van ME/CVS is de prognose over het algemeen slecht en duurt de ziekte voor de meesten levenslang.

## Epidemiologie
De kennis over de epidemiologie van PAIS-en is beperkt omdat er nog weinig grote wetenschappelijke studies zijn gedaan. Mononucleosis behoort tot de best onderzochte gevallen en uit beschikbare onderzoeken is gebleken dat 7-9% van de patiënten twaalf maanden na de infectie nog symptomen had en 4% van de patiënten had na twee jaar nog ernstige symptomen. Uit een Australisch onderzoek naar epstein-barrvirus, C. burnetii en het Ross River Virus bleek dat 11% van de deelnemers na 6 maanden voldeed aan de criteria voor ME/CVS. Ongeveer 10-20% van de mensen met SARS ondervond ook langetermijneffecten.

## Geschiedenis
Hoewel PAIS-en ook al vóór de COVID-19-pandemie werden beschreven, zorgde de opkomst van post-COVID ervoor dat ze steeds meer onder de aandacht kwamen. Tot dan toe hadden PAIS-en, ondanks dat ze een aanzienlijke ziektelast veroorzaken, relatief weinig aandacht gekregen van wetenschappers, waardoor er nog niet veel onderzoek gedaan was naar de oorzaken of naar de diagnostische en therapeutische mogelijkheden. Surveillanceprogramma's voor infectieziekten volgen de acute infectie, maar volgen zelden de gezondheidseffecten van PAIS-en. Veel artsen waren er ook niet mee bekend en namen de symptomen wellicht niet altijd serieus. Lang heerste een geloof dat het wel psychosomatisch zou zijn ("tussen de oren zou zitten", vandaar ook de "orenmaffia"): dit droeg ertoe bij dat er niet veel onderzoek gedaan werd, waarbij anderzijds het gebrek aan onderzoeksresultaten dit geloof weer bevestigde.

## Onderzoek
PAIS-en hebben mogelijk een gemeenschappelijke oorzaak en er worden verschillende hypothesen bestudeerd. Post-COVID heeft het algehele tempo van het onderzoek verhoogd. De Yale School of Medicine, de geneeskunde-afdeling van de Yale-universiteit, heeft in 2023 het onderzoekscentrum Center for Infection & Immunity opgericht, dat zich expliciet richt op drie PAIS-en, namelijk post-COVID, ME/CVS en PTLDS.